# Józef Sieczkowski (inżynier)
Józef Sieczkowski (ur. 1928, zm. 26 grudnia 2004 w Warszawie) – polski inżynier budownictwa, architekt.

## Życiorys zawodowy
Ukończył studia na Wydziale Budownictwa Przemysłowego Politechniki Warszawskiej, a następnie był zawodowo związany z Wydziałem Inżynierii Lądowej. Od 1991 do 1999 pełnił funkcję kierownika Zakładu Budownictwa Ogólnego. 
Poza pracą dydaktyczną prowadził badania nad kształtowaniem i metodami obliczeń konstrukcji budowlanych. Był również architektem i projektantem pod stu pięćdziesięciu budynków mieszkalnych, przemysłowych i obiektów użyteczności publicznej. Specjalizował się w opracowywaniu konstrukcji budynków wielokondygnacyjnych m.in. FIM Tower, Reform Plaza, Ritche Tower w Chicago. Jego obliczenia konstrukcji zastosowano m.in. przy budowie Świątyni Opatrzności i Blue City. 
Pochowany w Warszawie na starym cmentarzu na Służewie.

## Dorobek naukowy
Dorobek naukowy Józefa Sieczkowskiego obejmuje ponad sto trzydzieści pięć prac opublikowanych w języku polskim i angielskim, był również autorem lub współautorem czterdzieści monografii, podręczników i skryptów, zgłosił też siedem patentów.